# Alysicarpus mahabubnagarensis
Alysicarpus mahabubnagarensis là một loài thực vật có hoa trong họ Đậu. Loài này được Ragh.Rao & al. miêu tả khoa học đầu tiên.